# Крапивниковые тимелии
Крапивниковые тимелии (лат. Napothera) — род воробьиных птиц из семейства земляных тимелий (Pellorneidae).

## Классификация
На февраль 2018 года в род включают 6 видов:
- Napothera albostriata (Salvadori, 1879)
- Napothera danjoui (Robinson & Kloss, 1919)
- Napothera epilepidota (Temminck, 1828) — Пестрогрудая крапивниковая тимелия
- Napothera malacoptila (Blyth, 1847)
- Napothera naungmungensis (Rappole, Renner, Shwe & Sweet, 2005)
- Napothera pasquieri (Delacour & Jabouille, 1930)

Также в род включают вид Napothera pasquieri, ранее известный как Rimator pasquieri.
Вид Крапивниковая тимелия Рабора Napothera rabori Rand, 1960 перенесён в род Robsonius.